# ميكروفوتونيك
ميكروفوتونيك هي فرع من فروع التكنولوجيا التي تتعامل مع توجيه الضوء على النطاق مجهري وتستخدم في الشبكات الضوئية. على وجه الخصوص، يشير إلى فرع التكنولوجيا الذي يتعامل مع الاجهزة والانظمة المتكاملة على مستوى الرقاقة التي ترسل الضوء وتنقله وتكتشفه وتعالجه جنبا إلى جنب مع اشكال أخرى من الطاقة المشعه مع الفوتون كوحدة كم.
تستخدم الميكروفوتونات مادتين مختلفتين على الاقل مع معامل انكسار تفاضلي كبير لضغط الضوء إلى حجم صغير. بشكل عام، تعتمد جميع الميكروفوتونات تقريبا على انعكاس فرينل لتوجيه الضوء.
إذا كانت الفوتونات مقيمة بشكل اساسي في مادة المؤشر العالي، فان الحبس يرجع إلى الانعكاس الداخلي الكلي. إذا كان الحبس ناتجا عن العديد نت انعكاسات فرينل الموزعة، يطلق على الجهاز اسم بلورة فوتونية. هناك أنواع مختلفة من الاشكال الهندسية المستخدمة في الميكروفوتونات بما في ذلك الادلة الموجية، والتجاويف الدقيقة الضوئية، وشبكات الدليل الموجي المصفوفة.
البلورات الضوئية هي مواد غير موصلة تعكس الاطوال الموجية للاسلاك الضوئية، تستخدم هذه الادوات في «تشكيل تدفق الضوء» وهي عبارة مشهورة لوصف هدف تقنية الميكروفوتنك.تعمل البلورات كتركيبات تسمح بتلاعب بالضوء وحصره والتحكم فيه في بعد واحد أو اثنين أو ثلاثة ابعاد من الفضاء.
يستخدم القرص البصري أو الميكروترود البصرس أو الغلاف الدقيق البصري، الانعكاس الداخلي في هندسة دائرية للتشبث بالفوتونات.يمسى هذا النوع من الرنين البصري المتماثل دائريا وضع معرض «همس», بعد ان صاغ اللورد رايلي المصطلح.
تتمتع الميكروفوتونات بتطبيقات بيولوجية ويمكن اثبات ذلك في حالة «رقائق الفوتون الحيوي», التي تم تطويرها لزيادة الكفاءة من حيث«العائد الفوتوني» أو إشارة الإنارة المجمعة المنبعثة من علامات الفلورسنت المستخدمة في الرقائق البيولوجية.
حاليا، يتم أيضا تطوير تقنية الميكروفوتونيك لتحل محل الاجهزة الالكترونية والاجهزة المتوافقة مع الخلايا الحيوية. على سبيل المثال، فان الهدف الطويل الامد لجهاز التوجيه البصري بالكامل من شانه القضاء على الاختناقات الالكترونية، وتسريع الشبكة، بحيث يتم تطوير المرايا المثالية للاستخدام في كابلات الالياف الضوئية.
اعداد: تالا ابوزايد